# William Zorach
William Zorach, nacido Zorach Gorfinkel (28 de febrero de 1887-15 de noviembre de 1966) fue un escultor, pintor, impresor y escritor lituano-estadounidense ganador de la Medalla Logan de las Artes (Logan Medal of the arts).
Emigró con su familia a los Estados Unidos en 1893 y se radicaron en Cleveland (Ohio) bajo el nombre de Finkelstein; y un maestro de la escuela cambió su primer nombre a William.
Se casó con Marguerite Thompson, y la pareja adoptó Zorach, el nombre original de William, como apellido común.